# 미녀와 야수: 마법에 걸린 왕자
미녀와 야수: 마법에 걸린 왕자(러시아어: Бука. Моё любимое чудище)은 Skazka 스튜디오와 CTB 영화 회사의 러시아 장편 애니메이션 영화이다. 영화의 주요 역할은 Lyubov Aksenova와 Alexei Chumakov가 표명했다. 이 영화는 2022년 4월 28일에 일반 개봉되었다.

## 구성
변덕스러운 공주 바르바라는 궁전에서 탈출하여 잘 생긴 왕자를 찾아 숲을 통과했다. 그러나 그녀는 연인과의 소중한 만남 대신 왕국에서 가장 위험한 강도인 부카에게 붙잡힌다. 그러나 아주 빨리 활기찬 공주가 그녀의 목표를 달성하기 위해 Buka의 삶을 악몽으로 바꿀 준비가 되어 있다는 것이 분명해진다. 그래서 불안한 바르바라는 숲에서 질서를 회복하기 시작한다.

## 마케팅
영화의 예고편은 2022년 3월 온라인에 공개되었다.

## 배급
원래 배급사는 Sony Pictures Releasing이었다. 그러나 나중에 회사는 러시아에서 사업을 중단했다. 그런 다음 Volga 회사가 만화의 배급사가 된 것으로 알려졌다.
러시아와 CIS에서는 애니메이션 영화 "미녀와 야수:마법에 걸린 왕자"는 4월 28일 개봉한다. 독일, 미국, 프랑스 등 97개국에서 판권을 획득한 것으로 알려졌다. 해외 시장에서는 'My Sweet Monster'라는 이름으로 테이프를 선보일 예정이다.
그리고 이미 6월 9일에 만화는 Kinopoisk 온라인 영화관과 Premier 비디오 서비스에서 공개되었다.

## 비평
비평은 4개의 리뷰를 기반으로 100점 만점에 77점을 만화에 부여했다.